# Robbie Peden
Robbie Peden est un boxeur australien né le 11 novembre 1973 à Brisbane.

## Carrière
Passé professionnel en 1996, il devient champion d'Amérique du Nord des poids super-plumes NABF en 2000 ; des poids plumes la même année puis champion des États-Unis des super-plumes en 2003 et champion du monde IBF de la catégorie après sa victoire par arrêt de l'arbitre au 8e round contre Nate Campbell le 23 février 2005. Peden perd son titre dès le combat suivant face au champion WBC, Marco Antonio Barrera, le 17 septembre 2005. Il met un terme à sa carrière en 2007 sur un bilan de 25 victoires et 4 défaites.